# Dichotomius conicollis
Dichotomius conicollis är en skalbaggsart som beskrevs av Blanchard 1846. Dichotomius conicollis ingår i släktet Dichotomius och familjen bladhorningar. Inga underarter finns listade i Catalogue of Life.